# 何帮喜
何帮喜（1963年—），安徽无为人，汉族，中华人民共和国政治人物、第十一届全国人民代表大会安徽地区代表。
毕业于北京商学院经济管理专业。加入民建。担任希玛企业集团总经理、北京希玛保龄设备有限公司董事长、民银国际投资有限公司董事长。2008年起担任全国人大代表。
曾被曝靠行贿原巢湖市委书记周光全取得了省人大代表资格，并“升级”为全国人大代表。对此“行贿代表”事件，原安徽省人大常委会副主任任海深回应称“经调查行贿与当选无关”。